# Medalha Alwin Walther
A Medalha Alwin Walther (em alemão:  Alwin-Walther-Medaille) é concedida pela Universidade Técnica de Darmstadt desde 1997, por trabalho de excelência e por pesquisa e desenvolvimento em informática ou matemática aplicada.

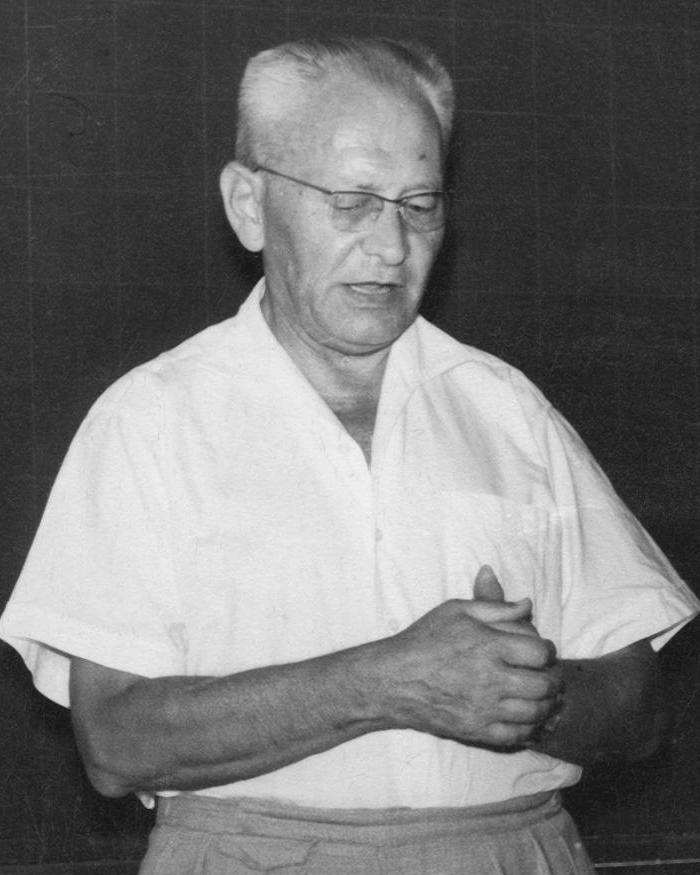
Alwin Oswald Walther,
Darmstadt 1964, no Instituto de Matemática Prática (IPM)

## Alwin Walther
Alwin Walther (1898–1967) foi um matemático alemão. Foi um dos pioneiros da engenharia de computação na Alemanha. Em seu Instituto de Matemática Prática (Institut für Praktische Mathematik - IPM) na Universidade Técnica de Darmstadt foi instalado em 1957 o primeiro computador comercial, com auxílio do qual os estudantes aprenderam a programar. Suas investigações voltaram-se à aplicação da matemática em ciências naturais, engenharia e economia. Dedicou-se pelo estabelecimento do Centro de Informática da Alemanha em Darmstadt.

## Laureados
- 1997: Hans H. Jung, Hans-Peter Kohlhammer
- 2000: Robert Piloty, Willi Jäger
- 2002: Hartmut Wedekind, Karl-Heinz Hoffmann
- 2004: Roland Bulirsch, Theo Härder
- 2006: Reinhard Wilhelm, Martin Grötschel
- 2008: Klaus Tschira, Karl Kunisch
- 2010: Peter Deuflhard, Wolfgang Effelsberg